# (2091) Sampo
(2091) Sampo es un asteroide perteneciente al cinturón de asteroides, descubierto el 26 de abril de 1941 por Yrjö Väisälä desde el  Observatorio de Iso-Heikkilä, en Turku, Finlandia.

## Designación y nombre
Designado provisionalmente como 1941 HO. Fue nombrado Sampo en homenaje al objeto de la mitología finesa Sampo.